# Anjouin
Anjouin ist eine französische Gemeinde mit 315 Einwohnern (Stand: 1. Januar 2022) im Département Indre in der Region Centre-Val de Loire; sie gehört zum Arrondissement Issoudun und zum Kanton Valençay. Die Einwohner werden Anjouinais genannt.

## Geographie
Die Gemeinde Anjouin liegt an den Grenzen zu den Départements Cher und Loir-et-Cher am Fluss Fouzon, rund 20 Kilometer westlich von Vierzon und 43 Kilometer nordnordöstlich von Châteauroux. Nachbargemeinden von Anjouin sind Saint-Loup im Norden, Maray im Nordosten, Genouilly im Osten, Graçay im Südosten, Orville im Süden, Bagneux im Südwesten, Dun-le-Poëlier im Westen und Nordwesten sowie La Chapelle-Montmartin im Nordwesten.

## Geschichte
| Jahr                       | 1962 | 1968 | 1975 | 1982 | 1990 | 1999 | 2006 | 2013 | 2020 |
| Einwohner                  | 473  | 435  | 380  | 405  | 348  | 339  | 351  | 338  | 318  |
| Quellen: Cassini und INSEE |      |      |      |      |      |      |      |      |      |

## Sehenswürdigkeiten
- Kirche Saint-Martin aus dem 12. Jahrhundert, seit 2008 Monument historique

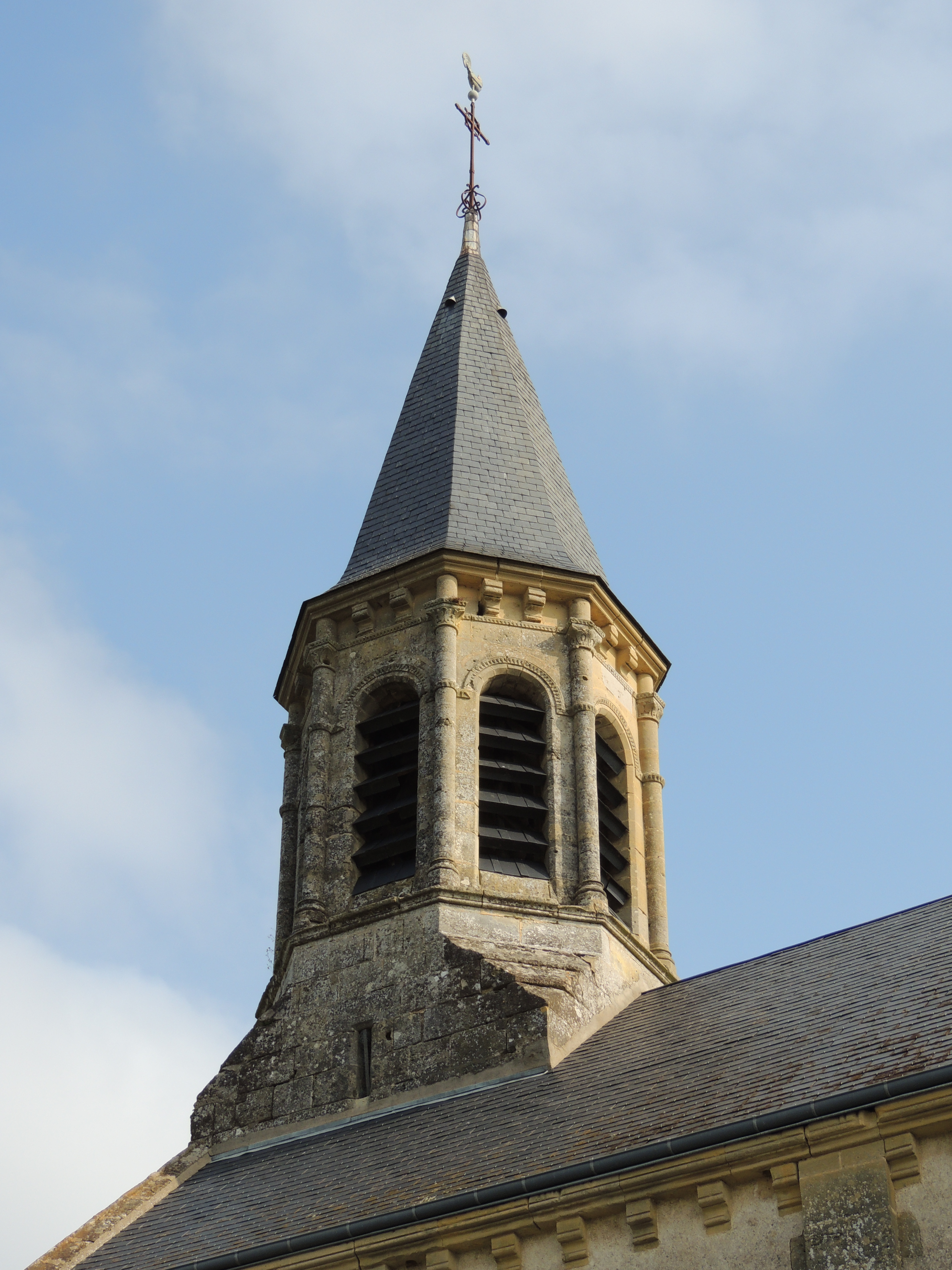
Turm der Kirche Saint-Martin
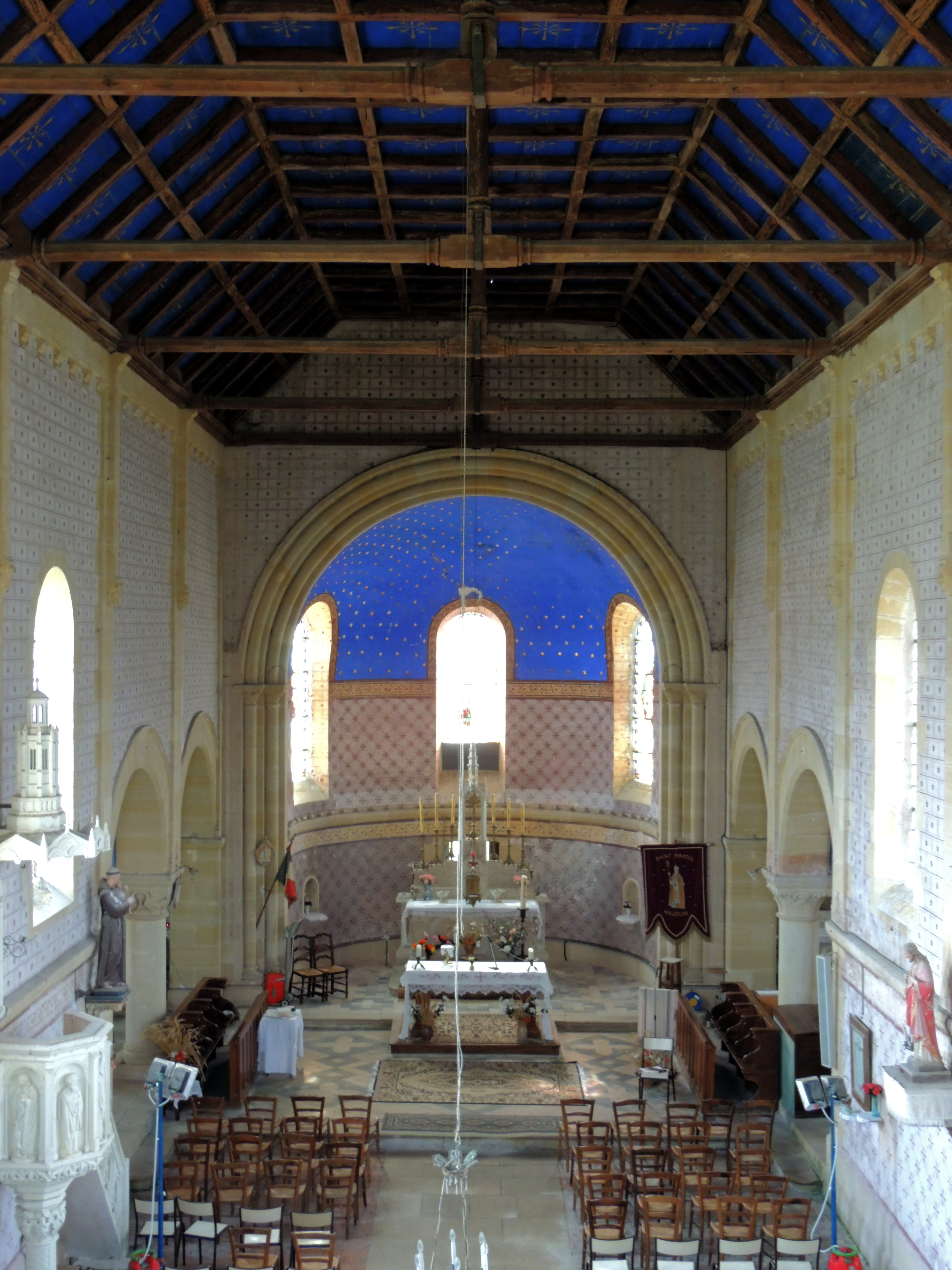
Innenansicht Saint-Martin